# Дорошенко Сергій Олександрович
Сергій Олександрович Дорошенко — український військовослужбовець, майор Збройних сил України.

## Життєпис
Учасник Революції гідности.
Закінчив загальноосвітню школу із золотою медаллю. У 2006 році закінчив Національний університет за спеціальністю «Міжнародні відносини». У 2010 році закінчив Національну академію державного управління при Президентові України (спеціальність «Державне управління»). З 2005 року працював в управлінні «Міжнародних економічних відносин» обласної державної адміністрації. З 2012 був призначений керівником філіалу Національної агенції із залучення інвестицій. З 16 квітня 2014 і по сьогодні бере участь у визвольній війні проти РФ.
Служить командиром роти у 58-й окремій мотопіхотній бригаді. У 2022-2023 році перебував на посаді заступником командира 68 окремої єгерської бригади.

## Нагороди
- орден Богдана Хмельницького II ступеня (2022) — за особисту мужність і самовіддані дії, виявлені у захисті державного суверенітету та територіальної цілісності України, вірність військовій присязі[1].
- орден Богдана Хмельницького III ступеня (2018) — за особисту мужність і самовіддані дії, виявлені у захисті державного суверенітету та територіальної цілісності України, вірність військовій присязі[2].